# ブハラの戦い
ブハラの戦い（Battle of Bukhara）またはゴル・ザリウンの戦い（Battle of Gol-Zarriun）は、およそ560年頃に起きた戦い。ホスロー1世率いるサーサーン朝と、室点蜜（イステミ・カガン）率いる突厥第一可汗国が連合し、エフタルを破った。この戦い以降エフタルは力を失い、567年までには崩壊した。

## 背景
484年、ホスロー1世の祖父にあたるペーローズ1世がエフタルとの戦闘に敗れて戦死した。この敗戦によりサーサーン朝はエフタルにホラーサーン地方の大半を占領された。
ホスロー1世はエフタルに復讐を果たすべく、ユスティニアヌス1世統治下の東ローマ帝国と和平条約を結び西方を安定させ、東方のエフタルに専念できる状況を作り上げた。ホスロー1世の軍事改革によってサーサーン朝の軍事力は増強されたが、依然としてサーサーン朝単独でエフタルを攻撃できるか不安が纏っていたため、同盟国を探していた。そこに、新興勢力の突厥が中央アジアへと侵攻してきた。突厥の中央アジアへの移動は、エフタルにとっての新しい敵の登場となった。
エフタルは強大な軍事力を持っていたが、複数の戦線を維持できるほど組織化されていなかった。フィルドゥシーのシャー・ナーメの記述によると、バルフ、シグナーン、アーモル、ザム、Khuttal、テルメズ 、Washgird等の軍から支援を受けていた。557年にサーサーン朝と突厥の室点蜜は同盟を結び、エフタルを二方面から挟撃する形となった。年代は諸説あるが、ブハラでエフタル王Ghadfar率いるエフタル軍を徹底的に破り、その結果、突厥はアムダリヤ川以北の領土を占領し、サーサーン朝はアムダリヤ川以南を併合した。

## 影響
エフタルはブハラの戦いの後に崩壊し、チャガニアンを支配したエフタルの王子Faghanishの王国など、様々な小王国に分裂した。エフタル王Ghadfarとその家臣らは南のサーサーン朝領に逃亡した。一方で、突厥の室点蜜も独自にエフタルと合意に達し、Faghanishを新たなエフタルの王に据えた。
ホスロー1世は、突厥の独自外交を非常に不快に思った。突厥とエフタルの連合がサーサーン朝にとっての脅威となることを恐れ、突厥との国境地帯にあたるゴルガーンに進軍した。ホスロー1世が国境地帯に到達すると、突厥の室点蜜が出迎え贈った。ホスロー1世は自身の権威と軍事力を伝え、突厥に同盟を結ぶよう説得した。この同盟の中では、Faghanishがクテシフォンのサーサーン朝の宮廷に出向き、ホスロー1世にエフタル王としての地位を承認してもらうことを義務づけた。こうしてFaghanishとチャガニアン王国はサーサーン朝の家臣となり、アムダリヤ川をサーサーン朝と突厥の国境として定めた。ホスロー1世と突厥は親善のために、室点蜜の娘をホスロー1世に政略結婚させた。この際、ミフラーン家出身のミフラーン・スィタードがサーサーン朝の外交官として活躍した。しかし、その後は突厥とサーサーン朝間の関係は急速に悪化し、互いにシルクロードの支配と東西貿易の権益を欲した。568年、東ローマ帝国に突厥の使者が派遣され、サーサーン朝を二方面から挟撃するための同盟を提案したが、何も成果は得られなかった。